# 格魯吉亞-亞美尼亞戰爭
格魯吉亞-亞美尼亞戰爭是格魯吉亞與亞美尼亞在1918年2月之間短時間的邊境衝突，在兩周的作戰時間里雙方各有勝負。一開始亞美尼亞軍隊有所勝利，但是被格魯吉亞抵擋住了。在英國調和下雙方停火，決定在洛里中立區設立一個聯合民政管理機構。